# 21549 Carolinelang
21549 Carolinelang este un asteroid din centura principală de asteroizi.

## Descriere
21549 Carolinelang este un asteroid din centura principală de asteroizi. A fost descoperit pe 17 august 1998 la Socorro, New Mexico, în cadrul proiectului LINEAR. Asteroidul prezintă o orbită caracterizată de o semiaxă mare de 3,17 ua, o excentricitate de 0,15 și o înclinație de 3,4° în raport cu ecliptica.